# Лаури, Алекс
Алекса́ндер Ла́ури (англ. Alexander Lowry; род. 23 июня 2003, Глазго), более известный как А́лекс Лаури (англ. Alex Lowry) — шотландский футболист, полузащитник английского клуба «Уиком Уондерерс».

## Клубная карьера
Воспитанник футбольной академии клуба «Рейнджерс», за который выступал с десятилетнего возраста. 21 января 2022 года Лаури дебютировал в основном составе «Рейнджерс» в матче Кубка Шотландии против «Стерлинг Альбион», отметившись в нём забитым мячом. 26 января 2022 года дебютировал в шотландском Премьершипе, выйдя в стартовом составе «Рейнджерс» в игре против «Ливингстона». 14 мая 2022 года забил свой первый гол за клуб в матче против «Харт оф Мидлотиан».

## Карьера в сборной
Выступал за сборные Шотландии до 16 и до 19 лет.

## Достижения

### «Рейнджерс»
- Обладатель Кубка Шотландии: 2021/22[6]